# Лукаш Качмарек
Лукаш Качмарек (пол. Łukasz Kaczmarek, нар. 29 червня 1994, Кротошин) — польський волейболіст, діагональний нападник, гравець збірної Польщі та польського клубу «Група Азоти ЗАКСА» (Кендзежин-Козьле).

## Життєпис
Грав у клубах SMS Łódź (Лодзь, 2011—2013), СТ «Вікторія» ПВСЗ (TS Victoria PWSZ Wałbrzych, Валбжих, 2013—2015), «Купрум» (Любін, (2015—2018). Із сезону 2018—2019 є гравцем польського клубу ЗАКСА (Кендзежин-Козьле).
У грудні 2023 року ЗМІ повідомили, що з певністю можна стверджувати про угоду Лукаша з «Ястшембським Венґелем», за який виступатиме наступного сезону.

### Досягнення
Індивідуальні
- найкращий нападник Ліги чемпіонів ЄКВ 2020—2021
- найкращий нападник ПлюсЛіги 2021—2022[2]

У збірній
- переможець Ліги націй 2023
- віцечемпіон світу 2022[3]

Клубні
- аереможець Ліги Чемпіонів 2022,
- чемпіон Польщі 2022,
- володар Кубка Польщі 2022.